# Jošihide Suga
Jošihide Suga (菅 義偉, Suga Yoshihide), japonski politik, * 6. december 1948, Juzava, Japonska. 
Suga je nekdanji predsednik vlade Japonske. Na tem položaju je nasledil svojega tesnega političnega zaveznika Šinzoja Abeja, ki je septembra 2020 odstopil in se umaknil iz aktivne politike zaradi zdravstvenih razlogov. Pred izvolitvijo za predsednika vlade je bil sekretar vlade in vladni tiskovni predstavnik.